# گاردمان

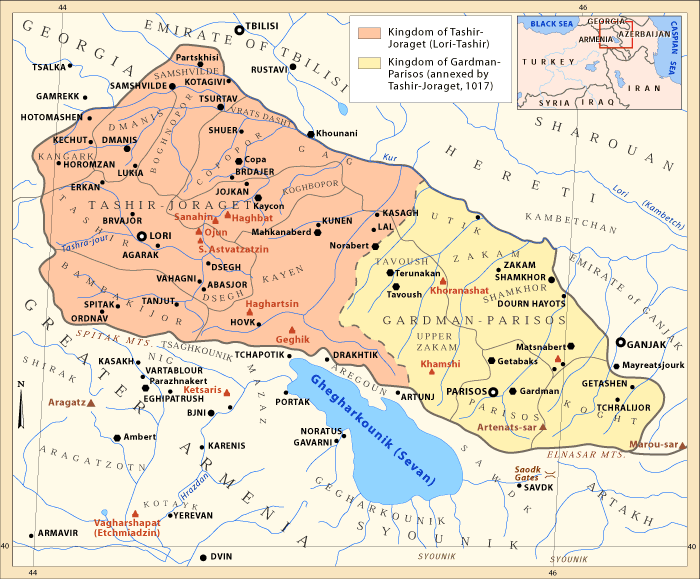
پادشاهی گاردمن-پاریسوس (زرد) در سال ۱۰۱۷ هنگامی که توسط پادشاهی لوری به تصرف درآمد (سرخ).

گاردمان (به ارمنی: Գարդման) یکی از هشت بخش استان باستانی اوتیک در ارمنستان بزرگ و همزمان همراه با بخش توچکاتاک، یک پادشاهی ارمنی شاهزاده‌نشین بود. در قرون وسطای آغازین، دولت فئودالی گاردمان در ناحیه آلبانیای قفقاز پدیدار شد. جایگاه کنونی این ناحیه بخش‌هایی از جمهوری آذربایجان از جمله شهرستان قزاق، شهرستان شمکر، شهرستان آغستفا، شهرستان داش‌کسن، شهرستان گوی‌گول، شهرستان توووز، شهرستان گده‌بی و ارمنستان از جمله استان تاووش را در بر می‌گرفت.

## تاریخ
در دوران ماقبل تاریخ، گروه‌هایی از مردم گرجی هم در کنار مردم ارمنی زندگی می‌کردند. نویسندگان معاصر ارمنی از منطقه تاریخی گاردمان به عنوان ناحیه شمالی آرتساخ یاد می‌کردند. در طول فرمانروایی از سلسله اشکانی ارمنستان (۶۶-۴۲۸ میلادی)، گاردمان بخشی از ناحیه ناخارار پادشاهی اوتیک بود. پس از فروپاشی سلسله پادشاهی ارمنستان، گاردمان در سال ۳۸۷، در سده هفتم این ناحیه به‌دست سلسله مهرانیان که از تبار پارت‌ها بودند افتاد. مهرانیان پس از آن که خاندان حاکم بر گاردمان شدند آلبانیای قفقاز را نیز تصرف کردند.
در در سال ۸۵۵ این منطقه توسط اعراب فتح شد. تاریخ‌نگاران معاصر ارمنستان بارها به حضور دو مکان شناخته شده در گاردمان اشاره داشتند: قلعه‌ای به نام گتاباکک (در منطقه کنونی جمهوری آذربایجان و شهرستان گده‌بی) و یک معدن مس.
در سال ۹۸۲، گاردمان و پاریسوس، ناحیه شمالی آرتساخ، به پادشاهی ارمنی پاریسوس تبدیل شد که تا سال ۱۰۱۷ ادامه داشت و پس از آن بخشی از پادشاهی لوری شد. در سال ۱۶۰۱، خانواده شاهزاده ملیک-شاه‌نظریان سلطنت گاردمان را تأسیس کردند. خانواده حاکم به شاخه‌ای از خاندان خاچن تعلق داشتند و محل اقامت آنها در روستای ووسکناپات بود و به همین دلیل از این ایالت گاهی اوقات به عنوان حاکمان ووسکناپاتی یاد می‌شد). حقوق ارضی ملیک‌ها پس از تسلط امپراتوری روسیه در منطقه در اوایل سده نوزدهم تثبیت شد. شد.

## خوانش بیش‌‌تر
- Bosworth, C. E. (1986). "ARRĀN".  In Yarshater, Ehsan (ed.). Encyclopædia Iranica, Online Edition. Encyclopædia Iranica Foundation.
- Hakobyan, Tʻadevos Kh. (2007). Hayastani patmakan ashkharhagrutʻyun (به ارمنی). Yerevan: Yerevan State University Press. pp. 243–244.
- Hewsen, Robert H (2001). Armenia: A Historical Atlas. Chicago: University of Chicago Press. pp. 100–103, 118–121. ISBN 0-226-33228-4.
- Ulubabyan, B. (1977). "Gardman".  In Hambardzumyan, Viktor (ed.). Soviet Armenian Encyclopedia (به ارمنی). Vol. 2. Yerevan. p. 700.